# Nukleofil szubsztitúció
A szerves és szervetlen kémiában a nukleofil szubsztitúció a reakciók azon fő csoportja, melynek során egy nukleofil szelektíven kötést létesít egy (részlegesen) pozitívan töltött atommal vagy atomcsoporttal vagy megtámadja azt, miközben az úgynevezett távozó csoport helyébe lép. A (részlegesen) pozitív részecskét elektrofilnek nevezzük. Az egész – az elektrofilt és távozó csoportot is magába foglaló – molekulát rendszerint szubsztrátnak hívják.
A reakció általános formája a következő:
Nuc:  +  R−LG  →  R−Nuc  +  LG:
A (Nuc) nukleofil (:) elektronpárja megtámadja az (R−LG) szubsztrátot, új kötés alakul ki, miközben az (LG) távozó csoport – egy elektronpárt magával vive – kilép a molekulából. A fő termék ebben az esetben R−Nuc. A nukleofil lehet elektromosan semleges vagy negatív töltésű, míg a szubsztrát jellemzően semleges vagy pozitívan töltött.
Nukleofil szubsztitúciós reakcióra példa az R−Br alkil-bromidok hidrolízise lúgos közegben, ilyenkor a támadó nukleofil a OH−, a távozó csoport pedig a Br−.
R−Br + OH− → R−OH + Br−
A nukleofil szubsztitúciós reakciók gyakoriak a szerves kémiában, és nagyjából aszerint csoportosíthatóak, hogy telített alifás szénatomon vagy (ritkábban) aromás szénatomon vagy más telítetlen széncentrumon játszódnak-e le.

## Nukleofil szubsztitúció telített szénatomon

### SN1 és SN2 reakciók

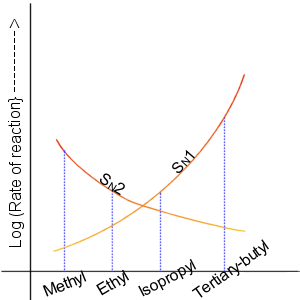
A különböző alkil-halogenidek S_{N}1 és S_{N}2 reakcióra való relatív reakciókészsége (lásd az 1. táblázatot is)

1935-ben Edward D. Hughes és Sir Christopher Ingold alkil-halogenidek és származékaik nukleofil szubsztitúciós reakcióit vizsgálták. Két, egymással versengő fő reakciómechanizmust javasoltak. A két mechanizmus az SN1 és az SN2 reakció. Az S a szubsztitúció jelölése, az N a nukleofil rövidítése, a szám pedig a reakció kinetikai rendjét adja meg.
Az SN2 reakcióban a nukleofil addíciója és a távozó csoport eliminációja egyszerre történik. SN2 reakció játszódik le, amikor a nukleofil könnyen hozzáfér a központi szénatomhoz. Ezzel szemben az SN1 reakció két lépésből áll. Az SN1 reakció akkor válik kedvezményezetté, ha a szubsztrát központi szénatomja körül nagy térkitöltésű csoportok találhatóak; egyrészt, mert ezek a csoportok sztérikusan gátolják az SN2 reakciót (lásd fentebb), másrészt pedig a többszörösen szubsztituált szénatomok stabil karbokationt képeznek.
Az SN1 és SN2 reakció közötti fő különbség az, hogy az SN1 reakciót a szénváz és a távozó csoport határozza meg, a nukleofilnek nincs hatása; míg az SN2 reakciót a szénváz, a távozó csoport és a nukleofil is befolyásolja. Ennek egyik oka, hogy az SN1 reakcióban a távozó csoportnak elég jól távozónak kell lennie ahhoz, hogy ki tudjon lépni a molekulából – ez a leglassabb részfolyamat. A távozó csoport eliminációja után a karbokationon a nukleofil támadás gyorsan végbemegy, így nem ez a sebességmeghatározó lépés. Ezzel szemben az SN2 reakció során a nukleofil majdnem pontosan a távozó csoport kilépésével egyszerre támad, így mind a nukleofil, mind az elektrofil sajátságai fontos tényezők.
Előfordul olyan szubsztitúciós reakció is, mely a két fő típus közötti határesetet képvisel, ilyen például az eredetileg Hughes és Ingold által tanulmányozott, az 1-feniletil-klorid és a nátrium-metoxid között metanolban lejátszódó reakció.
Azt tapasztalták, hogy a reakciósebesség az SN1 és SN2 komponensek összege, utóbbi részaránya 61% (3,5 M, 70 °C).
| Nukleofil szubsztitúció szénatomon | Nukleofil szubsztitúció szénatomon |
| ---------------------------------- | ---------------------------------- |
| SN1 reakciómechanizmus             | SN2 reakciómechanizmus             |
| SN1 mechanizmus                    | SN2 mechanizmus                    |

| Tényező            | SN1                                            | SN2                                           | Megjegyzések                                                      |
| kinetika           | sebesség = k[RX]                               | sebesség = k[RX][Nuc]                         |                                                                   |
| primer alkil       | soha, hacsak nincs további stabilizáló csoport | jó, hacsak nem sztérikusan gátolt a nukleofil |                                                                   |
| szekunder alkil    | mérsékelt                                      | mérsékelt                                     |                                                                   |
| tercier alkil      | kitűnő                                         | soha                                          | melegítés vagy erős bázis használata esetén elimináció lehetséges |
| távozó csoport     | fontos                                         | fontos                                        | halogének sorrendje: I > Br > Cl >> F                             |
| nukleofilicitás    | nem fontos                                     | fontos                                        |                                                                   |
| preferált oldószer | poláris protikus                               | poláris aprotikus                             |                                                                   |
| sztereokémia       | racemizáció (+ részleges inverzió lehetséges)  | inverzió                                      |                                                                   |
| átrendeződés       | gyakori                                        | ritka                                         | mellékreakció                                                     |
| elimináció         | gyakori, különösen bázikus nukleofilek esetén  | csak hő és bázikus nukleofil esetén           | mellékreakció főként melegítésre                                  |

## Reakciók
A szerves kémiában számos reakció a nukleofil szubsztitúciós mechanizmus szerint játszódik le. A legjellemzőbb példák:
- Redukció hidridekkel

R−X  →  R−H, LiAlH4 felhasználásával   (SN2)
- Hidrolitikus reakciók, például:

R−Br + OH− → R−OH + Br−  (SN2) vagy
R−Br + H2O  → R−OH + HBr    (SN1)
- Williamson-féle éterszintézis

R−Br + OR'− → R−OR' + Br−   (SN2)
- Az aminoalkoholok gyűrűzárási reakciója (Wenker-szintézis).
- A Finkelstein-féle halogéncsere. A Perkow-reakció és a Arbuzov–Michaelis-reakció foszfor nukleofileket használ.
- A Kolbe-féle nitrilszintézis, azaz alkil-halogenidek és cianidok reakciója.

### Egyéb mechanizmusok
Az SN1 és SN2 mellett más, kevésbé gyakori mechanizmusok is ismertek. Az SNi mechanizmus tionil-klorid és alkoholok reakciójában fordul elő, és csak annyiban tér az el az SN1 reakciótól, hogy a nukleofil a távozó csoporttal megegyező oldalról érkezik.
A nukleofil szubsztitúciót allilátrendeződés is kísérheti, ilyen például a Ferrier-átrendeződés. Ezt a mechanizmust – a kinetikától függően – SN1' vagy SN2' reakciónak nevezzük. Allil-halogenidek vagy -szulfonátok esetén például a nukleofil a távozó csoportot hordozó szénatom helyett támadhat a γ telítetlen szénatomon is. Ez látható az 1-klór-2-butén és nátrium-hidroxid reakciójában, melynek során 2-butén-1-ol és 1-butén-3-ol keveréke keletkezik:
CH3CH=CH−CH2−Cl → CH3CH=CH−CH2−OH + CH3CH(OH)−CH=CH2
Az SN1CB mechanizmus a szervetlen kémiában fordul elő. Ennek más, versengő mechanizmusai is ismertek.
A fémorganikus kémiában a nukleofil absztrakciós reakció nukleofil szubsztitúciós mechanizmus szerint megy végbe.

## Nukleofil szubsztitúció telítetlen szénatomon
Vinil- és aril-halogenidek, illetve ezekkel rokon vegyületek esetén nem jellemző az SN1 vagy SN2 mechanizmusú reakció. Bizonyos körülmények között végbemehet nukleofil szubsztitúció, ezek mechanizmusa azonban eltérő, az egyik ilyen lehetőség az aromás nukleofil szubsztitúció.
Amennyiben a szubsztitúció karbonil szénatomon következik be, az acilcsoport acil nukleofil szubsztitúciós reakcióba léphet. Ez a karbonsavszármazékok – savkloridok, észterek és amidok – fő szubsztitúciós módja.

## Fordítás
Ez a szócikk részben vagy egészben  a   Nucleophilic substitution című angol Wikipédia-szócikk ezen változatának fordításán alapul.  Az eredeti cikk szerkesztőit annak laptörténete sorolja fel. Ez a jelzés csupán a megfogalmazás eredetét és a szerzői jogokat jelzi, nem szolgál a cikkben szereplő információk forrásmegjelöléseként.